# David Ducourtioux
David Ducourtioux (Limoges, 11 aprile 1978) è un ex calciatore francese, di ruolo difensore.